# Latitude
Il Latitude è un grattacielo di Sydney in Australia.

## Storia
L'edificio, costruito tra il 2003 e il 2005, è stato edificato da Multiplex. L'azienda di revisione Ernst & Young è stata il principale affittuario dell'edificio fino al 2017, motivo per cui esso era anche noto come Ernst & Young Tower at Latitude.

## Descrizione
L'edificio sorge nel CBD di Sydney e presenta un'altezza di 222 metri.